# Paddington medve (televíziós sorozat)
A Paddington medve (eredeti cím: Paddington Bear) amerikai televíziós rajzfilmsorozat, amelyet a Hanna-Barbera készített. Amerikában a Syndicated vetítette, Magyarországon a Boomerang sugározta. A sorozat 13 részből áll.

## Történet
A történet egy medvéről szól, akit a Paddington pályaudvaron talált a Brown család. Paddington mindig galibát okoz. A szomszédja Mr. Curry.

## Szereplők
A szinkront az SDI Media Hungary készítette.
Magyar szöveg: Pár Judit
Hangmérnök: Welhinger Kálmán
Vágó: Göblyös Attila
Gyártás vezető: Németh Tamás
Szinkron rendező: Pócsik Ildikó
Produkciós vezető: Németh Napsugár
- Paddington medve (Magyar hangjaː Kassai Károly)
- Mrs. Bird (Magyar hangjaː Halász Aranka)
- Mr. Gruber (Magyar hangjaː Bolla Róbert)
- Mr. Curry (Magyar hangjaː Orosz István)
- Jonathan Brown (Magyar hangja: Előd Botond)
- Judy Brown (Magyar hangja: Talmács Márta)
- Mr. Brown (Magyar hangjaː Lux Ádám)
- Mrs. Brown (Magyar hangjaː Mics Ildikó)
- David Russell

## Epizódok
| #       | Magyar cím                       | Eredeti cím                       |
| ------- | -------------------------------- | --------------------------------- |
|         |                                  |                                   |
| 1. évad |                                  |                                   |
|         |                                  |                                   |
| 01.     | Ez a medve otthont keres         | Please Look After This Bear       |
|         |                                  |                                   |
| 02.     | Dr. Paddington, jelentkezzen     | Calling Dr. Paddington            |
|         |                                  |                                   |
| 03.     | Paddington meghajol              | Curtain Call For Paddington       |
|         |                                  |                                   |
| 04.     | Paddington a lekvárban           | Paddington’s Sticky Situation     |
|         |                                  |                                   |
| 05.     | Medve-ölelés                     | Bear-Hugged                       |
|         |                                  |                                   |
| 06.     | Paddington a királynőnél         | Paddington Meets The Queen        |
|         |                                  |                                   |
| 07.     | Paddington, a karácsony szelleme | The Ghost Of Christmas Paddington |
|         |                                  |                                   |
| 08.     | Szavazz Paddington-ra            | Paddington For Prime Minister     |
|         |                                  |                                   |
| 09.     | Dűlő a 32-es számú házban        | Goings On At Number 32            |
|         |                                  |                                   |
| 10.     | Paddington és a tenger           | Fishing For Paddington            |
|         |                                  |                                   |
| 11.     | Nyeregbe, Paddington             | Ride ’Em Paddington               |
|         |                                  |                                   |
| 12.     | A Paddington-expedíció           | Expedition Paddington             |
|         |                                  |                                   |
| 13.     | Paddington pingál                | The Picture Of Paddington Brown   |